# Guatteria laurina
Guatteria laurina är en kirimojaväxtart som beskrevs av José Jéronimo Triana och Jules Émile Planchon. Guatteria laurina ingår i släktet Guatteria och familjen kirimojaväxter. Inga underarter finns listade i Catalogue of Life.